# Велика Британія на літніх Олімпійських іграх 2012
Велика Британія на літніх Олімпійських ігор 2012 була країною-господаркою і брала участь у змаганнях з усіх 26 видів спорту. Країну представляли 541 спортсмен, які завоювали 65 медалей (29 золотих, 17 срібних та 19 бронзових).

## Медалі за видом спорту
| Медалі за видом спорту          | Медалі за видом спорту | Медалі за видом спорту | Медалі за видом спорту | Медалі за видом спорту |
| ------------------------------- | ---------------------- | ---------------------- | ---------------------- | ---------------------- |
| Вид спорту                      | 1                      | 2                      | 3                      | Разом                  |
| Велоспорт                       | 8                      | 2                      | 2                      | 12                     |
| Академічне веслування           | 4                      | 2                      | 3                      | 9                      |
| Легка атлетика                  | 4                      | 1                      | 1                      | 6                      |
| Бокс                            | 3                      | 1                      | 1                      | 5                      |
| Кінний спорт                    | 3                      | 1                      | 1                      | 5                      |
| Веслування на байдарках і каное | 2                      | 1                      | 1                      | 4                      |
| Вітрильний спорт                | 1                      | 4                      | 0                      | 5                      |
| Теніс                           | 1                      | 1                      | 0                      | 2                      |
| Тхеквондо                       | 1                      | 0                      | 1                      | 2                      |
| Тріатлон                        | 1                      | 0                      | 1                      | 2                      |
| Стрілецький спорт               | 1                      | 0                      | 0                      | 1                      |
| Гімнастика                      | 0                      | 1                      | 3                      | 4                      |
| Плавання                        | 0                      | 1                      | 2                      | 3                      |
| Дзюдо                           | 0                      | 1                      | 1                      | 2                      |
| Сучасне п'ятиборство            | 0                      | 1                      | 0                      | 1                      |
| Стрибки у воду                  | 0                      | 0                      | 1                      | 1                      |
| Хокей на траві                  | 0                      | 0                      | 1                      | 1                      |
| Всього                          | 29                     | 17                     | 19                     | 65                     |

## Медалісти
| Медаль          | Спортсмен | Вид спорту                                 | Дисципліна                                  | Дата      |
| --------------- | --- | ------------------------------------------ | ------------------------------------------- | --------- |
| Золото          | Гелен Гловер Гезер Стеннінг | Академічне веслування                      | четвірка без стернової, жінки               | 1 серпня  |
| Золото          | Бредлі Віггінс | Велоспорт                                  | шосейна роздільна гонка, чоловіки           | 1 серпня  |
| Золото          | Тімоті Бейллі Етьєнн Стотт | Веслування на байдарках і каное            | водний слалом, каное-двійки, чоловіки       | 2 серпня  |
| Золото          | Пітер Вілсон | Стрільба                                   | дубль-трап, чоловіки                        | 2 серпня  |
| Золото          | Філіп Гіндс Кріс Гой Джейсон Кенні | Велоспорт                                  | командний спринт, чоловіки                  | 2 серпня  |
| Золото          | Кетрін Грейнджер Анна Воткінс | Академічне веслування                      | двійка парна, жінки                         | 3 серпня  |
| Золото          | Стівен Берк Ед Кленсі Пітер Кенно Джерейнт Томас | Велоспорт                                  | командна гонка переслідування, чоловіки     | 3 серпня  |
| Золото          | Вікторія Пендлтон | Велоспорт                                  | кейрін, жінки                               | 3 серпня  |
| Золото          | Алекс Грегорі Том Джеймс Піт Рід Ендрю Тріггс-Годж | Академічне веслування                      | четвірка розстібна без стернового, чоловіки | 4 серпня  |
| Золото          | Кетрін Коупленд Софі Госкінг | Академічне веслування                      | двійка парна, легка категорія, жінки        | 4 серпня  |
| Золото          | Деніелл Кінг Джоанна Роуселл Лора Тротт | Велоспорт                                  | командна гонка переслідування, жінки        | 4 серпня  |
| Золото          | Джессіка Енніс | Легка атлетика                             | семиборство                                 | 4 серпня  |
| Золото          | Грег Резерфорд | Легка атлетика                             | стрибки у довжину, чоловіки                 | 4 серпня  |
| Золото          | Мо Фара | Легка атлетика                             | біг на 10000 м, чоловіки                    | 4 серпня  |
| Золото          | Бен Ейнслі | Вітрильний спорт                           | клас Фін                                    | 5 серпня  |
| Золото          | Енді Маррей | Теніс                                      | чоловіки, одиночний розряд                  | 5 серпня  |
| Золото          | Скотт Бреш Пітер Чарлз Бен Маєр Нік Скелтон | Кінний спорт                               | конкур, командні змагання                   | 6 серпня  |
| Золото          | Джейсон Кенні | Велоспорт                                  | індивідуальний спринт, чоловіки             | 6 серпня  |
| Золото          | Алістер Браунлі | Тріатлон                                   | чоловіки                                    | 7 серпня  |
| Золото          | Лаура Бехтольсгаймер Шарлотт Дюжарден Карл Гестер | Кінний спорт                               | виїздка, командні змагання                  | 7 серпня  |
| Золото          | Лора Тротт | Велоспорт                                  | омніум, жінки                               | 7 серпня  |
| Золото          | Кріс Гой | Велоспорт                                  | кейрін, чоловіки                            | 7 серпня  |
| Золото          | Шарлотт Дюжарден | Кінний спорт                               | виїздка, особисті змагання                  | 9 серпня  |
| Золото          | Нікола Адамс | Бокс                                       | надлегка вага, жінки                        | 9 серпня  |
| Золото          | Джейд Джонс | Тхеквондо                                  | жінки, 57 кг                                | 9 серпня  |
| Золото          | Ед Макківер | Веслування на байдарках і каное            | байдарки-одиночки, 200 м, чоловіки          | 11 серпня |
| Золото          | Мо Фара | Легка атлетика                             | біг на 5000 м, чоловіки                     | 11 серпня |
| Золото          | Люк Кемпбелл | Бокс                                       | вага півня, чоловіки                        | 11 серпня |
| Золото          | Ентоні Джошуа | Бокс                                       | надважка вага, чоловіки                     | 12 серпня |
| Срібло          | Мері Кінг Тіна Кук Зара Філліпс Нікола Вілсон Вільям Фокс-Пітт | Кінний спорт                               | триборство, командні змагання               | 31 липня  |
| Срібло          | Майкл Джеймісон | Плавання                                   | 200 м брасом, чоловіки                      | 1 серпня  |
| Срібло          | Кріс Бартлі Пітер Чемберс Річард Чемберс Роб Вільямс | Академічне веслування                      | легкі четвірки розстібні без стернового     | 2 серпня  |
| Срібло          | Девід Флоренс Річард Гунслоу | Веслування на байдарках і каное веслування | Водний слалом, каное-двійки, чоловіки       | 2 серпня  |
| Срібло          | Джемма Гіббонс | Дзюдо                                      | жінки, 78 кг                                | 2 серпня  |
| Срібло          | Марк Гантер Зек Перчес | Академічне веслування                      | легкі двіки парні, чоловіки                 | 4 серпня  |
| Срібло          | Аєн Персі Ендрю Сімпсон | Вітрильний спорт                           | клас Зоряний                                | 5 серпня  |
| Срібло          | Луїс Сміт | Гімнастика                                 | вправи на коні                              | 5 серпня  |
| Срібло          | Енді Маррі Лора Робсон | Теніс                                      | мікст                                       | 5 серпня  |
| Срібло          | Крістін Огуруогу | Легка атлетика                             | біг на 400 м, жінки                         | 5 серпня  |
| Срібло          | Нік Демпсі | Вітрильний спорт                           | Віндсерфинг, чоловіки                       | 7 серпня  |
| Срібло          | Вікторія Пендлтон | Велоспорт                                  | індивідуальний спринт, жінки                | 7 серпня  |
| Срібло          | Люк Пейшенс Стюарт Бітелл | Вітрильний спорт                           | клас 470, чоловіки                          | 10 серпня |
| Срібло          | Ганна Міллс Саскія Кларк | Вітрильний спорт                           | клас 470, жінки                             | 10 серпня |
| Срібло          | Фред Еванс | Бокс                                       | чоловіки, 69 кг                             | 12 серпня |
| Срібло          | Саманта Маррей | Сучасне п'ятиборство                       | жінки                                       | 12 серпня |
| Бронза          | Ребекка Адлінгтон | Плавання                                   | 400 м вільним стилем, жінки                 | 29 липня  |
| Бронза          | Сем Олдем Деніел Первіс Луїс Сміт Крістіан Томас Макс Вітлок | Гімнастика                                 | командний залік, чоловіки                   | 30 липня  |
| Бронза          | Алекс Партрідж Джеймс Фоуд Том Ренслі Річард Еджингтон Мохамед Сбігі Грег Серл Метью Ленгрідж Константін Лулудіс Фелан Гілл | Академічне веслування                      | вісімки, чоловки                            | 1 серпня  |
| Бронза          | Кріс Фрум | Велоспорт                                  | шосейна роздільна гонка, чоловіки           | 1 серпня  |
| Бронза          | Джордж Неш Вілл Сетч | Академічне веслування                      | двійка розстібна без стернового, чоловіки   | 1 серпня  |
| Бронза          | Алан Кемпбелл | Академічне веслування                      | одиночки, чоловіки                          | 3 серпня  |
| Бронза          | Каріна Браянт | Дзюдо                                      | жінки, понад 78 кг                          | 3 серпня  |
| Бронза          | Ребекка Едлінгтон | Плавання                                   | 800 м вільним стилем, жінки                 | 3 серпня  |
| Бронза          | Макс Вітлок | Гімнастика                                 | вправи на коні                              | 5 серпня  |
| Бронза          | Ед Кленсі | Велоспорт                                  | омніум, чоловіки                            | 5 серпня  |
| Бронза          | Бет Тведдл | Гімнастика                                 | різновисокі бруси                           | 5 серпня  |
| Бронза          | Джонатан Браунлі | Тріатлон                                   | чоловіки                                    | 7 серпня  |
| Бронза          | Роббі Грабарз | Легка атлетика                             | стрибки у висоту, чоловіки                  | 7 серпня  |
| Бронза          | Лаура Бехтольсгаймер | Кінний спорт                               | виїздка, особисті змагання                  | 9 серпня  |
| Бронза          | Ентоні Огого | Бокс                                       | середня вага, чоловіки                      | 10 серпня |
| Бронза          | Жіноча збірна Великої Британії з хокею на траві \| Бет Сторрі \| \| Клое Роджерс \| \| \| \| Емілі Магвайр \| \| Лора Бартлетт \| \| \| \| Лора Ансворт \| \| Алекс Денсон \| \| \| \| Кріста Каллен \| \| Джорджі Твігг \| \| \| \| Енн Пентер \| \| Ешлі Болл \| \| \| \| Ганна Маклеод \| \| Саллі Волтон \| \| \| \| Гелен Річардсон \| \| Нікола Вайт \| \| \| \| Кейт Волш \| \| Сара Томас \| \| \| | Хокей на траві                             | жінки                                       | 10 серпня |
| Бронза          | Лутало Мугаммад | Тхеквондо                                  | чоловіки, 80 кг                             | 10 серпня |
| Бронза          | Лаям Гіт Джон Скофілд | Веслування на байдарках і каное            | байдарки-двійки, 200 м, чоловіки            | 11 серпня |
| Бронза          | Том Дейлі | Стрибки у воду                             | 10-метрова вишка, чоловіки                  | 11 серпня |
| Бет Сторрі      | | Клое Роджерс                               |                                             |           |
| Емілі Магвайр   | | Лора Бартлетт                              |                                             |           |
| Лора Ансворт    | | Алекс Денсон                               |                                             |           |
| Кріста Каллен   | | Джорджі Твігг                              |                                             |           |
| Енн Пентер      | | Ешлі Болл                                  |                                             |           |
| Ганна Маклеод   | | Саллі Волтон                               |                                             |           |
| Гелен Річардсон | | Нікола Вайт                                |                                             |           |
| Кейт Волш       | | Сара Томас                                 |                                             |           |